# Bettancourt-la-Longue
Bettancourt-la-Longue  là một xã thuộc tỉnh Marne trong vùng Grand Est đông nam nước Pháp. Xã có diện tích 6,09 km2. Xã nằm bên hữu ngạn sông Chée, sông chảy theo hướng tây nam qua đông nam thị trấn.